# Some Great Reward
Some Great Reward è il quarto album in studio del gruppo musicale britannico Depeche Mode, pubblicato il 24 settembre 1984 dalla Mute Records.

## Descrizione
L'album denota un cambio stilistico piuttosto importante nel quartetto, che ora comincia a orientarsi verso sonorità più cupe. Il tono dei testi è in quest'album meno materialista che nel precedente Construction Time Again e ne è la prova il singolo People Are People, che denuncia il razzismo e i pregiudizi in genere. In riferimento alla produzione dei Depeche Mode, Some Great Reward è il secondo capitolo della "trilogia berlinese", caratterizzata da influenze industrial molto popolari in quel periodo nella Germania Ovest che li ospitava. In copertina compare la Round Oak Steelworks di Brierley Hill, nella contea delle West Midlands.

## Promozione
Some Great Reward è stato inizialmente distribuito sul mercato statunitense per conto della Sire Records il 2 luglio 1984, venendo successivamente reso disponibile il 24 settembre nel Regno Unito attraverso la Mute Records. Per promuovere l'album, il gruppo intraprese il Some Great Reward Tour, partito il 27 settembre 1984 dal Coliseum di Saint Austell, e conclusosi il 30 luglio 1985 alla Torwar Hall di Varsavia.
Il 2 ottobre 2006 è uscita una riedizione rimasterizzata dell'album su CD e SACD, entrambe comprensive di un DVD bonus con bonus track e il documentario Depeche Mode 84, dove vengono svelati alcuni particolari sulla realizzazione dell'album e sugli stessi membri del gruppo.

## Tracce
Testi e musiche di Martin L. Gore, eccetto dove indicato.
1. Something to Do – 3:45
2. Lie to Me – 5:04
3. People Are People – 3:52
4. It Doesn't Matter – 4:45
5. Stories of Old – 3:12
6. Somebody – 4:26
7. Master and Servant – 4:13
8. If You Want – 4:40 (Alan Wilder)
9. Blasphemous Rumours – 6:21

DVD bonus nella riedizione del 2006
- A Short Film

1. Depeche Mode: 1984 (You Can Get Away with Anything If You Give It a Good Tune) – 29:20

- Some Great Reward in 5.1 and Stereo

1. Something to Do – 3:47
2. Lie to Me – 5:04
3. People Are People – 3:52
4. It Doesn't Matter – 4:45
5. Stories of Old – 3:14
6. Somebody – 4:28
7. Master and Servant – 4:12
8. If You Want – 4:41 (Alan Wilder)
9. Blasphemous Rumours – 6:22

- Live in Basel and Liverpool Autumn 1984 in 5.1 and Stereo

1. If You Want – 5:15 (Alan Wilder)
2. People Are People – 4:16
3. Somebody – 4:30
4. Blasphemous Rumours – 5:30
5. Master and Servant – 5:33

- Additional Tracks

1. In Your Memory – 4:06 (Alan Wilder)
2. (Set Me Free) Remotivate Me – 4:18
3. Somebody (Remix) – 4:21

## Formazione
Hanno partecipato alle registrazioni, secondo le note di copertina:
Gruppo
- Martin Gore – strumentazione, voce, voce principale (tracce 4 e 6)
- Alan Wilder – strumentazione, voce
- David Gahan – strumentazione, voce principale
- Andrew Fletcher – strumentazione, voce

Produzione
- Daniel Miller – produzione
- Depeche Mode – produzione
- Gareth Jones – produzione
- Ben Ward – assistenza tecnica
- Stefi Marcus – assistenza tecnica
- Colin McMahon – assistenza tecnica
- Brian Griffin – fotografia
- Stuart Graham – assistenza alla fotografia
- Martyn Atkins – design
- David A. Jones – design
- Marcx – design

## Classifiche
| Classifica (1984-2021) | Posizione massima |
| ---------------------- | ----------------- |
| Austria                | 19                |
| Canada                 | 34                |
| Francia                | 10                |
| Germania               | 3                 |
| Grecia                 | 47                |
| Italia                 | 76                |
| Paesi Bassi            | 34                |
| Regno Unito            | 5                 |
| Stati Uniti            | 51                |
| Svezia                 | 7                 |
| Svizzera               | 5                 |